# Xénocristal
Ne doit pas être confondu avec Xénolithe.
Un xénocristal est un cristal inclus dans une roche magmatique mais ne provenant pas du magma à l'origine de la roche.
Exemples :
- cristaux de quartz inclus dans une lave déficiente en silice ;
- diamants dans les diatrèmes de kimberlite.